# Der Tomorrow Code
Der Tomorrow Code (Originaltitel: The Tomorrow Code) ist der vierte Roman des neuseeländischen Schriftsteller Brian Falkner. Er spielt in Neuseeland und ist eine Mischung aus Öko- und Science-Fiction-Thriller für Jugendliche und Erwachsene, der die Zerstörung der Natur thematisiert und kritisiert. Die englische Originalausgabe erschien im Jahre 2008 bei Random House Childrens Books, New York., die deutsche Erstausgabe im Mai 2010 beim dtv (ISBN 978-3-423-24806-8).

## Handlung
Rebecca und Tane kommen durch einen Vorwand an Daten des NASA-Satelliten Swift, der Gammastrahlenexplosionen aufspürt und dokumentiert. Die beiden Jugendlichen werten sie mit einem Computerprogramm aus, das nach Mustern in den Strahlen sucht. Auf diesem Weg entdecken die beiden per Morsecode verschlüsselte Botschaften aus der Zukunft.
Sie machen sich daran, die Nachricht zu entschlüsseln. Schlussendlich gelingt es Rebecca und Tane, den Code zu knacken und die Botschaft zu lesen:
Es ist eine Botschaft ihrer beiden zukünftigen Ichs, die aus ihrer eigenen Zukunft zurückgeschickt wurde: Wenn die Menschen nicht bald etwas an ihrem Verhalten gegenüber ihrer Umwelt ändern, steuert die Welt in der Zukunft auf eine apokalyptische Katastrophe zu.
Tane und Rebecca folgen den kryptischen Anweisungen der Botschaft und müssen erkennen, dass das Überleben der Menschheit auf dem Spiel zu stehen scheint – und von ihnen abhängt.
Der Roman setzt sich mit Fragen zur Astronomie, Physik, Biologie und dem Abwehrsystem des menschlichen Körpers auseinander.

## Figuren
Die beiden jugendlichen Hauptfiguren Rebecca und Tane kennen sich seit Kindertagen. Die Halbwaise Rebecca ist eine energische und engagierte Umweltaktivistin, die für ihren Einsatz bei Protestaktionen schon mal von der Polizei festgenommen wird. Der zurückhaltendere und etwas schüchterne Maori Tane begleitet Rebecca bei all ihren wagemutigen Aktionen, auch, um mit dem von ihm verehrten Mädchen zusammen zu sein. Tane bewundert Rebeccas scharfen analytischen Verstand, und Rebecca mag Tanes ungewöhnlichen, manchmal verqueren Blick auf die Welt und das Leben.

## Autor
Brian Falkner studierte Informatik und Journalismus, bevor er sich 2003 mit seinem ersten Jugendbuch seinen großen Traum, Schriftsteller zu werden erfüllte. Heute ist er mehrfach preisgekrönter Kinder- und Jugendbuchautor. Er lebt mit seiner Frau und seinen beiden Kindern in Gold Coast, Australien.

## Weitere Bücher
- The Flea Thing (2003)
- The Real Thing (2004)
- The Super Freak (2005)
- Angriff aus dem Netz (2010)

## Auszeichnungen
- Shortlist NZ Post Children and Young Adult’s Book Awards 2009
- Shortlist LIANZA Esther Glen Medal 2009